# Acaeroplastes secundum
Acaeroplastes secundum là một loài chân đều trong họ Porcellionidae. Loài này được Arcangeli miêu tả khoa học năm 1937.